# Route 103 (Nouveau-Brunswick)
Pour les articles homonymes, voir Route 103.
La route 103 est une route secondaire du Nouveau-Brunswick située dans l'ouest de la province, suivant la rive ouest du fleuve Saint-Jean et traversant la ville de Woodstock. Sa longueur totale est de 42 km (26 mi).

## Description du tracé
La route 103 débute à la sortie 188 de la route 2, à l'ouest de Woodstock. Elle se dirige ensuite vers l'est sur 2 km (1,2 mi) avant de croiser la route 165 et de bifurquer vers le nord pour traverser le centre de Woodstock. Après Woodstock, elle longe le fleuve Saint-Jean sur une quinzaine de kilomètres avant de croiser la route 130 à Somerville. Elle continue ensuite de suivre le fleuve jusqu'à Florenceville, où elle prend fin à une intersection avec la route 110. 

## Histoire
Avant 2003, la route 103 débutait au sud de Woodstock à une intersection avec une section de l'ancienne route 2 à Bulls Creek. Avec l'ouverture d'un nouveau tracé de la route 2 en 2003, la route 103 fut raccourcie de plusieurs kilomètres, se terminant désormais à Woodstock. Une nouvelle route, la route 165, utilise l'ancien tracé de Meductic à Bulls Creek. 

## Intersections majeures
| Comté    | Ville      | km    | Destinations                                                   | Notes                                            |
| -------- | ---------- | ----- | -------------------------------------------------------------- | ------------------------------------------------ |
| Carleton | Woodstock  | 0,00  | NB-2 est – Fredericton NB-555 ouest                            | Terminus est de la NB-555; sortie 188 de la NB-2 |
| Carleton | Woodstock  | 0,60  | NB-2 ouest / NB-95 ouest vers I-95 sud – Houlton, Edmundston   | Terminus est de la NB-95; sortie 188 de la NB-2  |
| Carleton | Woodstock  | 2,80  | NB-165 sud (Rue Main)                                          | Terminus nord de la NB-165                       |
| Carleton | Woodstock  | 4,00  | NB-550 nord (Rue Connell)                                      | Terminus sud de la NB-550                        |
| Carleton | Woodstock  | 6,10  | NB-585 est vers NB-105 – Grafton, Millville                    | Terminus ouest de la NB-585                      |
| Carleton | Woodstock  | 7,00  | NB-560 nord – Jacksonville                                     | Terminus sud de la NB-560                        |
| Carleton | Somerville | 24,00 | NB-130 – Florenceville-Bristol                                 |                                                  |
| Carleton |            | 42,70 | NB-110 vers NB-2 / NB-130 – Centreville, Florenceville-Bristol |                                                  |
|          |            |       |                                                                |                                                  |